# Atoposmia robustula
Atoposmia robustula är en biart som först beskrevs av Cockerell 1935.  Atoposmia robustula ingår i släktet Atoposmia och familjen buksamlarbin. Inga underarter finns listade i Catalogue of Life.